# Rebecka Tarschys
Eva Rebecka Tarschys, född 11 juli 1937 i Hedvig Eleonora församling i Stockholm, är en svensk journalist och författare med design och arkitektur som specialitet.

## Biografi
Rebecka Tarschys tog en fil. kand. i Lund år 1961 och var samma år medarbetare i tidskriften Form. Mellan 1962 och 2002 var hon anställd på Dagens Nyheter där hon var en av tidningens profilerade skribenter och mellan 1975 och 1981 var medlem av redaktionsledningen.
År 1967 skrev Rebecka Tarschys ett omvälvande modereportage från Paris, där hon med fotografier av Carl Johan De Geer skildrade haute coutures uppgång och fall. 1972 initierade hon och ansvarade för Dagens Nyheters omtalade feministiska artikelserie Kvinnokraft. 
Från tidigt 1980-tal var Rebecka Tarschys en av Sveriges ledande designskribenter vid sidan av sin syster Hedvig Hedqvist, som skrev om samma ämne i Svenska Dagbladet. Rebecka Tarschys är också syster till Daniel Tarschys.

## Filmografi
- 1967 – Puss & kram